# 2202-es busz
A 2202-es jelzésű elővárosi autóbusz Monor, autóbusz-állomás és Budapest, Liszt Ferenc Airport 2 között közlekedett. Munkanapokon egyszer 04:55-kor indult Monorról autóbusz, visszafelé nem közlekedett. A járatot a Volánbusz Zrt. üzemeltette. 2016. szeptember 1-jétől 580-as jelzéssel közlekedik.

## Útvonala
| Monor, autóbusz-állomás ⇒ Budapest, Liszt Ferenc Airport 2 |
| --- |
| Monor, autóbusz-állomás vá. - Monor, Kossuth Lajos utca - Monor, Ady Endre utca - 4-es főút - 400-as főút - 4-es főút - Repülőtéri bekötőút - Liszt Ferenc Airport 2 vá. |

## Megállóhelyei
| 0  | Monor, autóbusz-állomás induló végállomás          |                                                    |
| 1  | Monor, orvosi rendelő                              | 580, 595, 2219, 2220, 2221, 2226, 2240, 2243, 2264 |
| 2  | Monor, vasútállomás bejárati út                    | 580, 595, 2219, 2220, 2221, 2226, 2240, 2243, 2264 |
| 3  | Monor, Kistemplom                                  | 580, 2240                                          |
| 4  | Monor, Újtelep                                     | 580                                                |
| 5  | Studencz tanya                                     | 580                                                |
| 6  | Vígh tanya                                         | 580                                                |
| 7  | 4-es sz. út Széles út                              | 580                                                |
| 8  | Hosszúberek-Péteri                                 | 580                                                |
| 9  | Üllő, Wesselényi utca                              | 580, 581                                           |
| 10 | Üllő, városháza                                    | 580, 581                                           |
| 11 | Üllő, Baross utca                                  | 580, 581                                           |
| 12 | Üllő, Hatháza                                      | 580, 581                                           |
| 13 | Vecsés, Kőolajvezeték Vállalat                     | 580, 581                                           |
| 14 | Vecsés, Iskola utca                                | 580, 581 Helyi busz                                |
| 15 | Vecsés, Anna utca                                  | 580, 581 Helyi busz                                |
| 16 | Vecsés, Vörösmarty utca                            | 580, 581 Helyi busz                                |
| 17 | Vecsés, OTP lakótelep                              | 580, 581 Helyi busz                                |
| 18 | Budapest, Repülőtér P+R                            | 200E P+R                                           |
| 19 | Budapest, Liszt Ferenc Airport 2 érkező végállomás | 200E                                               |